# Zuidwending (waterschap)
De Zuidwending is een voormalig waterschap in de provincie Groningen.
Het waterschap was gelegen ten westen van Hoogkerk in de driehoek tussen de kanalen de Zuidwending, het Hoendiep en het Aduarderdiep, met uitzondering van de noordelijke punt dat een eigen waterschap (de Hoolsemapolder) vormde. De molen van het waterschap sloeg uit op de Zuidwending. De Zuidwendinger Molen is nog aanwezig, al is de bemaling overgenomen door een gemaal.
Waterstaatkundig gezien ligt het gebied sinds 2000 binnen dat van het waterschap Noorderzijlvest.